# روز پرچم (ایالات متحده آمریکا)

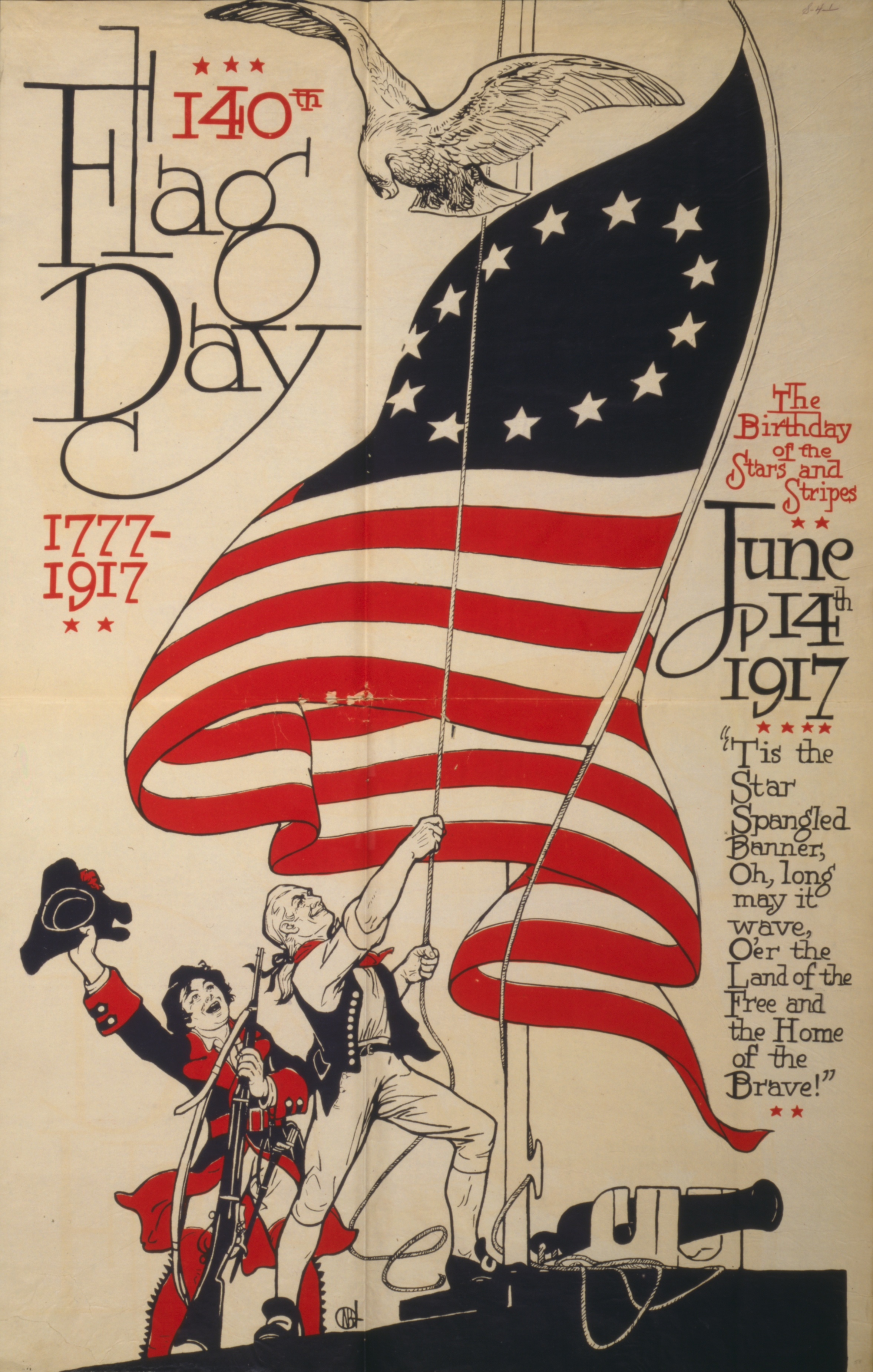
پوستری که برای ۱۴۰امین یادبود در ۱۴ ژوئن ۱۹۱۷ چاپ شده‌است.

روز پرچم (به انگلیسی: Flag Day) در ۱۴ ژوئن به عنوان روز پرچم جشن گرفته می‌شود. این روز یادبود تصویب این پرچم در ۱۴ ژوئن ۱۷۷۷ است.

## تاریخچه
در ۱۴ ژوئن ۱۷۷۷ دومین کنگره قاره‌ای که از گردهمایی رهبران مستعمرات سیزده‌گانه تشکیل شده بود، لایحه پرچم را تصویب کرده و مشخصات آن را تعیین کرد. علت انتخاب روز ۱۴ ژوئن به عنوان روز پرچم، به مناسبت بزرگداشت همین تصمیم کنگره قاره‌ای است.
نخستین پرچم آمریکا از ۱۳ باند سفید و قرمز تشکیل شده که خط‌های بالا و پایین حتما باید قرمز باشند. ۱۳ باند نشانهٔ ۱۳ مستعمره‌ای است که نخستین‌بار علیه امپراتوری بریتانیا قیام کرده و منجر به استقلال آمریکا شدند. ۱۳ ستاره نشانه تشکیل ایالات متحده از این ۱۳ سرزمین بود.
از سال ۱۹۱۶ هنگامی که وودرو ویلسون، رئیس‌جمهور وقت آمریکا با صدور فرمانی ۱۴ ژوئن را به عنوان روز پرچم نام نهاد، مردم این کشور هر سال این روز را جشن می‌گیرند. پیش از سال ۱۹۱۶ روز پرچم تنها در برخی ایالت‌ها جشن گرفته می‌شد. مصوبه کنگره در مورد اختصاص ۱۴ ژوئن به روز ملی پرچم، توسط هری ترومن، دیگر رئیس‌جمهور آمریکا در سال ۱۹۴۹ به صورت قانون درآمد.
وبگاه کتابخانه کنگره آمریکا، که بزرگترین و معتبرترین منابع تاریخی در مورد این کشور را در اختیار دارد می‌نویسد طراحی پرچم آمریکا و شمار ستاره‌ها و خط‌های آن تاکنون بیست و هفت بار تغییر کرده‌است. طرح نسخه کنونی پرچم آمریکا به ۴ ژوئیه ۱۹۶۰ بازمی‌گردد، زمانی که هاوایی در اوت سال ۱۹۵۹ (میلادی) پنجاهمین ایالت آمریکا شد.

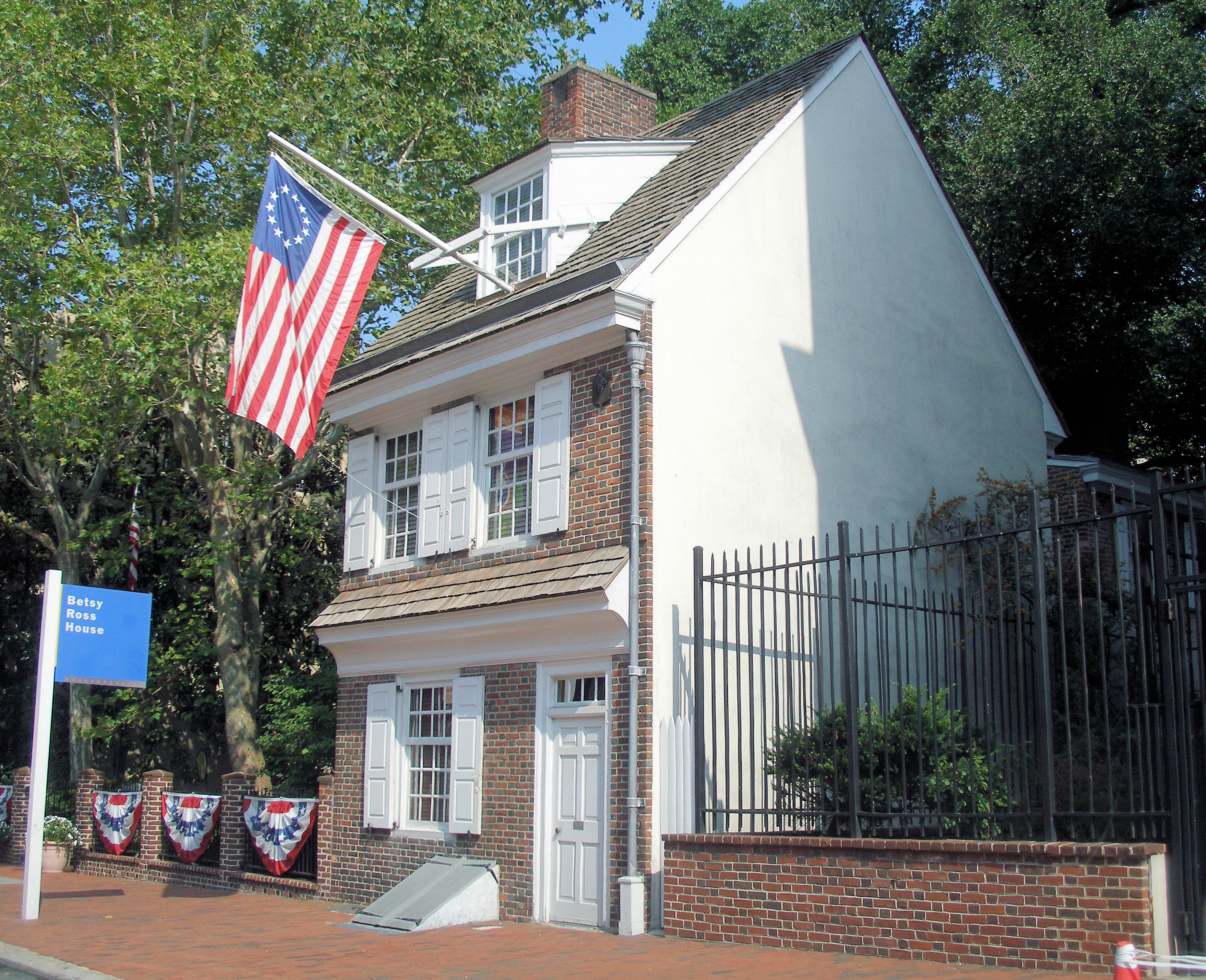
این گفته می‌شود که بتسی راس نخستین پرچم آمریکا را در یکی از اتاق‌های طبقه بالای این خانه در فیلادلفیا دوخت، نادرست است.

## ادعای بتسی راس
اینکه گفته می‌شود در سال ۱۷۷۶ جرج واشینگتن، بتسی راس، صاحب خیاط‌خانه‌ای در فیلادلفیا را مأمور دوختن پرچم ملی کرد ادعای درستی نیست. کارشناسان تاریخ و علوم سیاسی به این نظریه مشکوک هستند. اما در عین حال موافقند که بتسی راس به احتمال بسیار جرج واشینگتن را می‌شناخته و پرچم‌هایی را نیز دوخته‌است. ۱۴ ژوئن روز شلوغی در خانه بتسی راس در فیلادلفیا است.
نخستین‌بار، نوه بتسی راس در کتابی، این ایده را مطرح کرد که مادربزرگش «نخستین پرچم آمریکا را با دست دوخت». بتسی راس سپس به الگویی برای زنان آمریکا تبدیل شد تا در تاریخ کشورشان مشارکت کنند.
بتسی راس در فیلادلفیا، کانون انقلاب آمریکا علیه حاکمیت بریتانیا، خیاط خانه داشت. او گاهی هم لباس‌های جرج واشینگتن، رهبر شورشیان انقلابی و نخستین رئیس‌جمهور آینده ایالات متحده آمریکا را برایش می‌دوخت و تعمیر می‌کرد. همسر بتسی راس که از فعالان محلی بود جانش را در یک انفجار باروت از دست داده بود.
اما در این که بتسی راس طراح پرچم باشد تردید وجود دارد و گفته می‌شود که جرج واشینگتن طرح اولیه را پیش او برده و از او خواسته تا آن را بدوزد. واشینگتن در نامه‌ای نوشت: «ستاره‌ها را از آسمان گرفته‌ایم و قرمز را از سرزمین مادری (بریتانیا)، و با نوارهای سفید نشان می‌دهیم که از آن مستقل شده‌ایم. نوارهای ممتد سفید نشانی از آینده و در عین حال نماد آزادی است.»
مورخانی که ایده خلق پرچم توسط بتسی راس را رد می‌کنند می‌گویند چنین ایده عمیقی بعید است که در ذهن یک خیاط ساده شکل گرفته باشد.
با آن که محل تولد پرچم آمریکا هنوز محل مناقشه است اما، کتاب‌های درسی مدارس، خانه بتسی بتسی راس را زادگاه آن می‌دانند.